# FA-art
„FA-art” – polski kwartalnik literacko-artystyczny ukazujący się od 1988.
Początkowo pismo było związane ze śląskim kołem pacyfistycznego ruchu Wolność i Pokój. Na łamach pisma, obok prezentacji współczesnej literatury polskiej i tekstów krytycznoliterackich publikowane są tłumaczenia z czeskiego, słowackiego, niemieckiego, serbskiego, chorwackiego, węgierskiego, rosyjskiego, hiszpańskiego i szwedzkiego. Kwartalnik jest dostępny on-line. W powiązaniu z pismem ukazało się około 40 książek autorów polskich i tłumaczeń wydanych przez Wydawnictwo FA-art (m.in. Jacques Derrida, Jachym Topol, Christian Kracht, Katja Lange-Müller, Miłka Malzahn, Tomasz Gerszberg, Adam Kaczanowski, Grzegorz Wróblewski, Adam Ubertowski, Konrad Kęder, Piotr Czakański).
FA-art współpracuje od roku 1998 z wortalem „Eurozine” w Wiedniu.